# Sunnyside Records
Pour les articles homonymes, voir Sunnyside.
Sunnyside Records est un label de jazz indépendant créé en 1982 par Francois Zalacain.

## Historique
En 1982, François Zalacain, alors employé chez IBM, rencontre le pianiste Harold Danko au Village Vanguard. Ils deviennent par la suite amis, et lorsque Harold Danko a l'idée de former un duo avec le bassiste Rufus Reid, Francois Zalacain loue le studio Penthouse Recordings, à côté de l'East River afin d'enregistrer cet album. Peu de temps après, il enregistre Kirk Lightsey puis un album de Lee Konitz. Sans l'avoir vraiment prémédité, le label Sunnyside Records est né. Aujourd'hui Sunnyside Records compte des centaines de disques à son catalogue.